# 宮田光
宮田 光（みやた ひかる、1930年9月30日 - 2018年9月23日）は、日本の男性俳優、声優。東京府（現：東京都）出身。

## 経歴
1951年、鎌倉アカデミア演劇科卒業後、同年、劇団葦を結成。その後、三光事務所、かぶらぐるうぷを経て、1966年から東京俳優生活協同組合に所属していた。
2018年9月23日、急性大動脈解離のため東京都新宿区の病院で87歳で死去。88歳の誕生日を迎える1週間前の死であった。

## 人物
声種はバリトン。
免許・資格は普通自動車免許。
趣味・スポーツはゴルフ、テニス。

## 出演

### テレビドラマ
- ダイヤル110番 第110話「消えた焔」（1959年、日本テレビ）
- オムニバスドラマシリーズ / ここに人あり 第158話「岬の子等と共に」（1960年、NHK）
- 忍者部隊月光 第88話・第89話「ハイド・スコープ作戦 - 前・後篇 -」（1965年、フジテレビ） - 坂田
- 剣 第19話「くノ一三度笠」（1967年、日本テレビ） - 松平下総守忠亮
- 光速エスパー 第7話「ゆがんだ太陽」（1967年、日本テレビ）
- 特別機動捜査隊 第467話「花火と女」（1970年、テレビ朝日） - 鈴木刑事
- 変身忍者 嵐 第15話「血どくろ舟! ザリガニ鬼!!」（1972年、テレビ朝日） - 常丸の父
- おんな組アクション控 第13話「“火の用心”にご用心」（1972年、テレビ東京） - 佐竹保高
- イナズマン 第4話「日本列島大爆発!!」（1973年、テレビ朝日） - 富島博士
- 土曜劇場 / 6羽のかもめ 第7話「ギックリ・カメラです」（1974年、フジテレビ）
- 子連れ狼 第3シリーズ 第3話「来ない明日へ」（1976年、日本テレビ） - 中村貞永
- NHK大河ドラマ
  - 竜馬がゆく（1968年）
  - 峠の群像（1982年） - 木下肥後守
  - 山河燃ゆ（1984年） - 川田通訳
  - 春の波涛（1985年） - 国王役の座員
  - 独眼竜政宗（1987年） - 戸井半左衛門、原八左衛門：河井半兵衛
  - 信長 KING OF ZIPANGU（1992年） - 美作守晴舎
- NHK特集 明治の群像 海に火輪を 第1話「大久保利通 〜西南戦争〜」（1976年、NHK総合） - 大隈重信
- 大都会 闘いの日々 第29話「恵子」（1976年、日本テレビ）
- あかんたれ 第80話（1976年、THK） - 医師
- 赤い衝撃 第21話「幻のお父さん 私の命を助けて下さい!」（1976年、TBS）
- 赤い絆 第15話「二人で進もう茨の道を」（1977年、TBS）
- 森村誠一シリーズ / 腐蝕の構造 第4話（1977年、テレビ朝日）
- 大都会 PARTII 第23話「護送」（1977年、日本テレビ）
- 大都会 PARTIII 第2話「白昼のパニック」（1978年、日本テレビ） - 教務主任・真田
- 松本清張シリーズ「たずね人」（1977年、NHK総合） - 解説者
- 快傑ズバット 第16話「殺しのぬれぎぬ 哀しみの健」・第17話「嘆きの妹 ふたりの健」（1977年、12ch） - 安田刑事
- 大鉄人17 第21話「守れ! 熱血の甲子園」（1977年、TBS） - 実況アナウンサー
- 花王愛の劇場 / 微笑（1978年、TBS）
- ゴールデンドラマシリーズ / 球形の荒野 第2話（1978年、フジテレビ）
- 透明ドリちゃん 第4話「小さな生命だから」（1978年、テレビ朝日） - 香坂さんのパパ
- 七人の刑事 第3シリーズ 第6話「パニックイン警視庁」（1978年、TBS）
- 大江戸捜査網 第387話「白頭巾参上辻斬り大追跡」（1979年、12ch） - 越前屋
- 半七捕物帳 第8話「怪談津の国屋」（1979年、テレビ朝日）
- 歴史の涙（1980年2月25日、TBS）
- 土曜ワイド劇場 帝銀事件 大量殺人 獄中三十二年の死刑囚（1980年、テレビ朝日）
- 西部警察（テレビ朝日）
  - PART-I 第1話「無防備都市・前編」（1979年）
  - PART-I 第109話「西部最前線の攻防 -前編-」（1981年） - 前田昭一郎
  - PART-III 第42話「少年Aの2時間」（1983年） - テレビ東洋アナウンサー
  - PART-III 第61話「幻のチェッカーフラッグ」（1984年） - オートバックス湯川部長
- 噂の刑事トミーとマツ 第1シリーズ（TBS / 大映テレビ）
  - 第7話「あぁ煙突のてっぺんで」（1979年）
  - 第11話「トミー変身の秘密 PART-I」（1979年） - 西アナウンサー
  - 第12話「張り込み先の珍家族」（1980年） - 吉原裕二アナウンサー
  - 第51話「どじどじコンビと 恐怖の女すり団」（1980年）
- 噂の刑事トミーとマツ 第2シリーズ（TBS / 大映テレビ）
  - 第15話「笑撃のガンプレイ! 噴火口の対決」（1982年）
  - 第33話「トミマツの 「喜劇・ターザン拳」」（1982年） - 医師
- 少年ドラマシリーズ 七瀬ふたたび 第5話「時をのぼる」（1979年、NHK）
- ザ・ハングマン（テレビ朝日）
  - 第22話「帰って来たドラゴン 香港カマキリ拳」（1981年）
- ザ・ハングマン4（テレビ朝日）
  - 第14話「疑惑の新妻殺人犯に自白させる!（1984年）
- 太陽にほえろ!（日本テレビ / 東宝）
  - 第163話「逆転」（1975年）
  - 第187話「愛」（1976年）
  - 第314話「拝啓ロッキー刑事様」（1978年）
  - 第321話「朝顔」（1978年）
  - 第379話「旅の夢」（1979年）
  - 第383話「兄貴」（1979年）
  - 第388話「ゴリラ」（1980年）
  - 第407話「都会の潮騒」（1980年）
  - 第420話「あなたは早瀬婦警を妻としますか」（1980年）
  - 第437話「ニセモノ・ほんもの」（1980年）
  - 第458話「おやじの海」（1981年）
  - 第475話「さらば!スニーカー」（1981年）
  - 第500話「不屈の男たち」 （1982年）
  - 第515話「生いたち」（1982年）
  - 第534話「俺の拳銃が無い!」（1982年）
  - 第549話「ボギーとマミー」（1983年）
  - 第587話「殺人広告」（1984年）
  - 第597話「戦士よさらば・ボギー最後の日」（1984年）
  - 第678話「山村刑事の報酬なき戦い」（1986年）
  - 第688話「ホノルル大誘拐」（1986年）
  - 第689話「キラウェア・大追跡」（1986年）
- 特捜最前線（テレビ朝日）
  - 第224話「ネックレスをした老刑事!」（1981年）
  - 第252話「或る挑戦!」（1982年）
  - 第395話「雨の中に消えた女!」（1983年）
  - 第407話「幻の女・霧のベルギー失踪事件!」（1985年）
  - 第415話「広域指定117号の女!」（1985年）
- ポーツマスの旗 第一部「戦争と平和」（1981年、NHK）
- 二百三高地 愛は死にますか 第3話「旅順」（1981年、TBS）
- 俺はおまわり君 第17話「故郷のおふくろは今…」（1981年、日本テレビ）
- 刑事犬カール2 第2話「命のロープを放すな」（1981年、TBS）
- Gメン'75（TBS）
  - 第310話「バスルーム切り裂き魔」（1981年）
  - 第314話「赤いレインコートの暗殺者」（1981年）− 制服警官
- 同心暁蘭之介 第8話「忍びの殺人剣」（1981年、フジテレビ）
- 天まであがれ! 第22話（1982年、日本テレビ） - レストラン会計係
- ザ・サスペンス / 川崎探偵団（1983年、TBS）
- スチュワーデス物語 第21話「恋のゆくえ!!」（1984年、TBS） - 試験官
- 金曜ドラマ 金曜日の妻たちへII「男たちよ、元気かい?」（1984年、TBS）
- スクールウォーズ 泣き虫先生の7年戦争 （TBS / 大映テレビ） - 東北製鉄 東京支社総務部長・永井
  - 第1話「それは涙で始まった」（1984年）
  - 第22話「勝ってから泣け」（1985年）
- 子供が見てるでしょ! 第7話「愛人」（1985年、TBS） - 司会者
- 火曜サスペンス劇場 松本清張スペシャル・わるいやつら 第13作（1985年、日本テレビ） - 藤島社長
- 金曜女のドラマスペシャル / 松本清張の黒い画集・紐（1985年、フジテレビ）
- 水曜ドラマスペシャル/ ただ一度の人生（1986年、TBS）
- NHK朝の連続テレビ小説 はね駒 第70話（1986年）
- 松本清張サスペンス 隠花の飾り / 再春（1986年、TBS）
- パパはニュースキャスター（1987年、TBS） - 編集長
- ライオン奥様劇場シリーズ（フジテレビ）
  - 大奥の女たち（1971年） - 徳川家宣
  - 男の償い（1972年）
  - 徳川の夫人たち（1974年） - 武田道安
  - 義姉弟（1975年） - ナレーション
- 代表取締役刑事 第32話「ヘッドライト」（1990年、テレビ朝日）
- 月曜ドラマスペシャル / 不連続爆破事件（1991年、TBS）
- 特救指令ソルブレイン 第36話「誘拐犯は隊長!」（1991年、テレビ朝日） - 木田博士
- 芸者小春の華麗な冒険 第7話「子連れ絵描きが子を捨てた!」（1991年、テレビ朝日）
- 本当にあった怖い話「水子霊の囁き」（1992年、テレビ朝日）
- さすらい刑事旅情編V 第17話「疑惑!ストリッパーと密会した刑事」（1992年、テレビ朝日）
- はぐれ刑事純情派VII 第9話「女で強請られた男!?出張風俗の罠」（1994年、テレビ朝日）
- 春よ、来い 第一部 第23・25話（1994年、NHK連続テレビ小説第52作）
- 土曜ワイド劇場 温泉若おかみの旅情殺人推理 第3作「北陸金沢〜山中温泉 謎の女は死体でチェックアウト」（1995年7月29日、テレビ朝日）
- オンリー・ユー〜愛されて〜 第4話「誘惑のキス」（1996年、日本テレビ） - 広告代理店重役

### 映画
- ゆがんだ視線 偏見と差別（1974年）
- 暮らしの中の敬語（1977年、学研）
- 夕ぐれ族（1984年） - TV司会者
- 群集の行動を考える（1985年、学習研究社） - 解説

### 吹き替え

#### 映画
- アウト・フォー・ジャスティス（ロニー・ドンジガー刑事〈ジェリー・オーバック〉）※テレビ朝日版
- 怒りの街 ニューヨーク（英語版）（タイラー〈ロバート・カルプ〉）
- 今そこにある危機 ※テレビ朝日版
- SOS北極... 赤いテント（ザピ〈ルイジ・ヴァンヌッチ〉）
- エレファント・マン（フォックス〈ジョン・スタンディング〉）
- 踊るマハラジャ★NYへ行く（神父）
- 華麗なる相続人（シャルル〈モーリス・ロネ〉）
- 完全犯罪（ダン・マレー）※VHS版
- 完全犯罪（英語版）（フランク・ハリントン〈ドナルド・モファット〉）
- 奇蹟の降る空（バーテンダー〈ロバート・ソマー〉）
- キューティ・ブロンド/ハッピーMAX（マイケル・ブレイン〈スタンリー・アンダーソン〉）
- 恐竜の島（ブラッドリー〈キース・バロン〉）
- クライム・オブ・パッション（ベイトマン〈ノーマン・バートン〉）
- グラマー・エンジェル危機一発
- クレイジー・ナイト（フランク〈ロバート・カルプ〉）
- コンドル（ウィックス〈マイケル・ケーン〉）※テレビ朝日新録版
- ザ・カー（エヴェレット〈ジョン・マーレイ〉）※テレビ朝日版
- ザ・ターゲット（サクソン副大統領〈ベン・ギャザラ〉）
- 殺人魚フライングキラー（デュモン）※テレビ朝日版
- シークレット・レンズ（ロックウッド大統領〈ジョージ・グリザード〉）
- シアトル猟奇殺人捜査（ビル〈ケン・カムルー〉）
- 地獄の7人（ヘイスティングス〈チャールズ・エイドマン〉）
- 史上最大の作戦 ※テレビ東京版
- 死の標的（ティト・バルコ〈アル・イスラエル〉）※フジテレビ版
- シャーロック・ホームズの素敵な挑戦（シグムント・フロイト〈アラン・アーキン〉）
- ジャッジ・ドレッド（ヴァーティス・ハモンド〈ミッチェル・ライアン〉）※ソフト版
- ジャングル・ブック（ジュリアス・プラムフォード博士〈ジョン・クリーズ〉）※VHS版
- 十月のミサイル（英語版）（ウ・タント国連暫定事務総長〈ジェームズ・ホン〉）
- ショーシャンクの空に（ブルックス・ヘイトレン〈ジェームズ・ホイットモア〉）※ソフト版
- スーパーマンII 冒険篇（大統領〈E・G・マーシャル〉）※テレビ朝日旧録版
- スコルピオンの恋まじない（マイズ〈ジョン・シャック〉）
- ステップフォード・ワイフ
- セルピコ（トム・キーオ〈ジャック・キーホー〉）
- 0086笑いの番号（大統領〈トーマス・ヒル〉）
- 戦艦シュペー号の最後（フレデリック・ベル〈ジョン・グレッグソン〉）※フジテレビ版
- 卒業（ミスター・ブラドック〈ウィリアム・ダニエルズ〉）※TBS版
- ターゲット（テイバー〈ジョセフ・ソマー〉）
- ダーティハリー4（ブリッグズ〈ブラッドフォード・ディルマン〉）
- 大脱走2（マッセイ〈ピーター・デニス〉）
- ダイ・ハード（ジョセフ・ヨシノブ・タカギ〈ジェームズ・シゲタ〉）※ソフト版
- 太陽がいっぱい（オブライエン〈フランク・ラティモア〉）※日本テレビ版
- タキシード（ドアマン〈ウィリアム・リン〉）
- 007/ダイヤモンドは永遠に（サー・ドナルド・マンガー〈ローレンス・ネイスミス〉）※TBS新録版
- 父の祈りを（ジュゼッペ・コンロン〈ピート・ポスルスウェイト〉）
- 沈黙の戦艦（ジョージ・H・W・ブッシュ、参謀長）※テレビ朝日版
- 追撃者（クリフ・ブランビー〈マイケル・ケイン〉）※ソフト版
- 遠すぎた橋 ※日本テレビ版
- トパーズ（ジャック・グランビュー〈ミシェル・ピコリ〉）※TBS版
- ドラゴン/ブルース・リー物語 ※テレビ朝日版
- ドン・ボスコ（ファッサーティ神父）
- ナバロンの要塞（ミューゼル〈ウォルター・ゴテル〉）※テレビ東京版
- ニクソン（ジョン・N・ミッチェル〈E・G・マーシャル〉）
- 女人、四十。（中国語版）（リン〈ロイ・チャオ〉）
- ネイビー・シールズ（エリオット・ウエスト〈ビル・コート〉）※VHS版
- ノーマンズ・ランド（カーティス・ルース）※テレビ朝日版
- のるかそるか（グリーンバーグ〈アレン・ガーフィールド〉）※VHS版
- ハート・オブ・ジャスティス（英語版）（バージェス〈ブラッドフォード・ディルマン〉）
- 陪審員（ルイ・ボファーノ〈トニー・ロビアンコ〉）※日本テレビ版
- バック・トゥ・ザ・フューチャー PART3（チェスター〈マット・クラーク〉）※テレビ朝日版
- バックドラフト（マーティン・スウェイザック議員〈J・T・ウォルシュ〉）※ソフト版
- パニック・イン・スタジアム（オグデン知事）※テレビ朝日版
- ハロウィン6 最後の戦い（ウィン医師〈ミッチェル・ライアン〉）
- ビッグ・ガン（ロッコ・クチッタ〈リノ・トロイージ〉）※テレビ朝日版
- ヒドゥン（ホルト上院議員〈ジョン・マッキャン〉）
- ピュア・ラック（英語版）（ハイスミス〈サム・ワナメイカー〉）
- ピンク・パンサー5 クルーゾーは二度死ぬ（ドレフュス警視〈ハーバート・ロム〉）
- ふたりのロッテ（ディータ〈ハンス・ツィッシュラー〉）
- プライベート・ライアン ※テレビ朝日版
- ブリット（レニック）
- ブルーサンダー（アイスラン）※フジテレビ版
- ブロンコ・ビリー（エドガー弁護士〈ウィリアム・プリンス〉）
- ポーズ! おしゃべりパソコン犬危機一髪（英語版）（アレックス〈ノーマン・ケイ〉）
- 保険調査員フランク25（ギャフティ〈オーソン・ビーン〉）
- マジェスティック（ケヴィン・バナマン〈ロン・リフキン〉）
- M★A★S★H マッシュ（フランク・バーンズ少佐〈ロバート・デュヴァル〉）※LD版
- マリン・クラッシュ（英語版）（オーウェン・カントレル）
- マンボ・キングス/わが心のマリア（デジ・アーナズ〈デジ・アーナズ・Jr〉）
- Mr.マーダー（エイムス〈ダン・ラウリア〉）
- ミッドウェイ（山口多聞少将〈ジョン・フジオカ〉）※日本テレビ版、（ブレイク少佐〈ロバート・ワグナー〉）※テレビ朝日版
- 迷宮のレンブラント（ミルトン・ドノバン〈ロッド・スタイガー〉）
- メラニーは行く!（ウォーレス・ビュフォード）
- U・ボート（ヴェーザー号の船長）※ソフト版
- ラスプーチン（英語版）（ストルイピン首相〈ジョン・ウッド〉）
- リベンジャー（英語版）（ゲルホーン警備主任〈ジョージ・グリザード〉）
- 歴史は夜作られる（ブルース・ヴェイル〈コリン・クライブ〉）
- レナードの朝 ※日本テレビ版
- ローマの休日（大使〈ハーコート・ウィリアムズ〉）※日本テレビ版
- ワイアット・アープ（ジョン・クラム〈ランドル・メル〉）※ソフト版

#### ドラマ
- アウター・リミッツ（チノ・リヴェラ〈ヘンリー・シルヴァ〉、マイク・ベンソン〈ニック・アダムス〉、ジョージ・ウィルケンソン、レイ・アート・ハリス、エド・ニコルス）
- アクトレス/ある女優の栄光と挫折（警部〈リチャード・ブライト〉）
- アボンリーへの道（審判 他）
- アメリカン・ヒーロー（ジャクソン〈ディーン・サントロ〉）
- アリー my Love
- アンタッチャブル（ビショップ捜査官）
- ER緊急救命室
  - シーズン1 #25（ミカエル・ハサウェイ〈ハーマン・シィニツィン〉）
  - シーズン2 #19（メンドーサ〈トニー・ペレス〉）
  - シーズン10 #18（ボブ・ジョーンズ〈クルト・ローヴェンス〉）
- インディ・ジョーンズ/若き日の大冒険（パーシング将軍）
- X-ファイル シーズン4・5（スコット・プレヴィンスFBI課長〈チャールズ・シオフィ〉）※ソフト版
- 刑事コロンボシリーズ
  - 刑事コロンボ 断たれた音（ベロスキー〈ロイド・ボックナー〉）
  - 刑事コロンボ 自縛の紐（バディ・キャスル〈パット・ハリントン・Jr〉）※日本テレビ版
  - 刑事コロンボ 5時30分の目撃者（ダニエル・モリス〈ジャック・マニング〉）
  - 刑事コロンボ ルーサン警部の犯罪（チャニング）
  - 新・刑事コロンボ 奇妙な助っ人（フィル・ブリンドル刑事〈ブルース・カービー〉）
- 刑事マルティン・ベック（英語版）（モーンソン）
- ザ・プリテンダー 仮面の逃亡者 シーズン2（レインズ〈リチャード・マーカス〉）
- 三国志演義（劉表景升）
- ジェシカおばさんの事件簿シリーズ
  - 最後の幕が下りる時（FBI主任局員オファレル〈デーン・クラーク〉）
  - 死を招く秘め事の記録（ラドフォード〈ハード・ハットフィールド〉）
  - 白バラをスパイに贈れ（マイケル・ハガーティ〈レン・キャリオー〉）
- シカゴ・ホープ（アーサー・サーモンド医師〈E・G・マーシャル〉）※VHS版
- 新アウターリミッツ #5（プレンティス〈アレックス・ディアカン〉）
- 新スーパーマン（ペリー・ホワイト〈レイン・スミス〉）
- スターゲイト SG-1（ジェイコブ・カーター将軍〈カーメン・アルジェンツィアノ〉）
- スパイ大作戦シリーズ
  - シーズン2「第二の防衛配置図」（大佐）
  - シーズン3「一千万ドル強奪事件」（サミー・ギルバート〈ウォルター・マシューズ〉）
  - 新スパイ大作戦「隣国侵攻!狙われた油田」（ガルマ大佐）
  - 新スパイ大作戦「暗殺者ニコラス」（暗殺された要人）
- スピン・シティシリーズ
  - 感謝祭は大騒ぎ（グレディ上院議員〈ジョン・マクマーティン〉）
  - ドアマンは2度ベルを鳴らす（フィル〈ジョン・クリストファー・スコット〉）
- 第一容疑者5 死のゲーム（マロリー警視）
- タイムマシーンにお願い（ニック兄、チャック 他）
- たどりつけばアラスカ #44（授賞式ホスト）
- 地上最強の美女バイオニック・ジェミー シーズン1 #3（ジョージ・モアハウス大使〈ジェームズ・カレン〉）
- 24 -TWENTY FOUR- シーズン2（ロジャー・スタントンNSA長官〈ハリス・ユーリン〉）
- 特捜刑事マイアミ・バイス シーズン1 #1（エステバン・カルデロン〈ミゲル・ピニェロ〉）
- 特攻野郎Aチーム
  - シーズン3 #6（ジミー・ダーキー）
  - シーズン4 #14（チャック・ルクロー）
- ナイトライダー
  - シーズン1 #14「爆殺!狙撃!事故続出!恐怖のサバイバルレースに勝て!!」（セラーズ）
  - シーズン4 #15「死のリング!!仕掛けられた世界戦!」（ドン・キング〈本人役〉）
- 犯罪捜査官ネイビーファイル #33（サウアー）
- ヒルストリート・ブルース（フランク・フリロ署長〈ダニエル・J・トラバンティ〉）
- フリッパー（英語版）（アンドリュー・カントレル〈リチャード・ベイマー〉）
- ミステリー・グースバンプス（マーキン医師〈ダン・マクドナルド〉）
- ミステリーゾーン（船長）
- モール・フランダース 燃ゆる運命の炎（英語版）（グレゴリー卿〈ロナルド・フレイザー〉）
- モンスターズ シーズン1 #1（ジェームズ・バーク）
- ヤングライダーズ シーズン1 #4（ハロルド・スミス判事）、#11（判事）
- 夢みる小犬ウィッシュボーン（アロンゾ王）
- 楊家将演義（北漢王）
- ロックフォードの事件メモ

#### アニメ
- 王様の剣（ケイ）※劇場公開版
- キャプテン・ファドム

#### 人形劇
- サンダーバード（ネッド・クック）

### テレビアニメ
1963年
- 鉄腕アトム (アニメ第1作)

1968年
- 巨人の星（1968年 - 1970年）

1971年
- アニメンタリー 決断

1974年
- エースをねらえ!

1976年
- 母をたずねて三千里（フェルナンデス）

1983年
- キャッツ・アイ

1996年
- 機動新世紀ガンダムX（ロイザー）
- 名探偵コナン（1996年 - 2016年、権藤武敏、富沢哲治、堂本正三郎、大野盆蔵）

1998年
- serial experiments lain（ホジスン教授）
- MASTERキートン（ガーナー）

2001年
- ノワール（ルグラン）

2002年
- ヒートガイジェイ（将軍）

2003年
- ガングレイヴ（アルザック）
- ストラトス・フォー（中村大道）
- 探偵学園Q（澪の祖父）
- NARUTO -ナルト-（水戸門ホムラ）

2004年
- 火の鳥（呪術師、農夫）
- MONSTER（理事長）

2005年
- トリニティ・ブラッド（ブリュッセル伯ダルザス）
- ノエイン もうひとりの君へ（時の放浪者）

2007年
- 神霊狩/GHOST HOUND（岩井辰己）
- NARUTO -ナルト- 疾風伝（水戸門ホムラ）

2008年
- カイバ

2012年
- NARUTO -ナルト- SD ロック・リーの青春フルパワー忍伝（水戸門ホムラ）

2018年
- BORUTO-ボルト- -NARUTO NEXT GENERATIONS-（水戸門ホムラ〈初代〉）

### 劇場アニメ
- 巨人の星（1969年）
- 巨人の星 行け行け飛雄馬（1969年）
- アップフェルラント物語（1992年、ツェーレンドルフ大佐）
- コードギアス 亡国のアキト 第2章「引き裂かれし翼竜」（2013年、レーモンド・ド・サン・ジル[6]）
- コードギアス 亡国のアキト 第3章「輝くもの天より堕つ」（2015年、レーモンド・ド・サン・ジル）

### OVA
- 銀河英雄伝説外伝 白銀の谷（1998年、ヘルダー大佐）
- 太陽の船 ソルビアンカ（1999年）
- 殻の中の小鳥（2004年、ドレッド）

### ラジオドラマ
- LF家庭裁判所「子供をかんだイヌ 法律的にどうなる」（1960年、オールナイトニッポン）
- 高等学校の時間 〜青年期の探究 私の日記〜（1965年、NHKラジオ第2放送）

### ゲーム
- NARUTO -ナルト- ナルティメットヒーロー2（2004年、水戸門ホムラ）

### ドラマCD
- トリニティ・ブラッド Trinity Blood File（ティエリー・ダルザス）
- ヒートガイジェイ オリジナルドラマアルバム（将軍）

### ボイスオーバー
- BS世界のドキュメンタリー（NHK-BS1）
  - 20世紀人物列伝 第5回「ムハンマド・アリー・ジンナー 〜パキスタン建国の父〜」（1998年）
  - 発見の世紀 第1部 医療の進歩 後編「心臓手術と臓器移植」（1999年）